# مستشفى العفولة
مستشفى العفولة ، أو باسمه الرسمي العبري بعد احتلال فلسطين مركز هعيمِك الطبيّ أو هعيمك (بالعبرية: מרכז רפואי העמק، مركز رفوآي هعيمك) هو مستشفى عموميّ إسرائيلي لتقديم خِدمات صحيّة عامّة. يُعتبر واحدًا من أكبر مراكز الصحّة في إسرائيل وأكثرها عصريّةً.

## تاريخ
تأسّسَ المركز الطبيّ هعيمِك عام 1924 كأوّل مُستشفًى عموميّ لتقديم خِدمات للمقيمين الأوائل.
في 2015 استضاف المستشفى محمد القيق في اضرابه عن الطعام وفيه في 2016 غذّي قسرياً.